# 一式中戦車
一式中戦車 チヘ（いちしきちゅうせんしゃ -）は、第二次世界大戦時の大日本帝国陸軍の中戦車。

## 概要
本車よりも前に配備された中戦車として、主砲に九七式五糎七戦車砲を搭載していた九七式中戦車 チハを、本車と同じ一式四十七粍戦車砲へと新設計の砲塔ごと換装した九七式中戦車 新砲塔チハがある。
本車はこの九七式中戦車の防御力と機動力を強化するために車体を変えることを目的とした改良型として、1940年（昭和15年）からチヘ（チヘ車）の計画名称で開発が開始された。しかしながら当時は日中戦争下で既存車両の量産が優先されており、また太平洋戦争（大東亜戦争）開戦を控えていたため、兵器生産は主に航空機や艦艇、次いで各種火砲に重点が置かれ資材・工場・予算をそちらにまわされており、またチヘ車は油圧サーボ式の操向装置を導入することになっており、その開発に苦心していた。。そのため、新鋭戦車の開発・生産は遅々として進まず、試作チヘ車の完成は1942年（昭和17年）9月（『四研史』によれば就工は8月）、各種試験の末開発が完了したのは1943年（昭和18年）6月であり、本格生産は太平洋戦争の戦局が絶望的になり始めた頃で、量産と部隊配備が実現したのは1944年（昭和19年）になってからであった。

## 開発

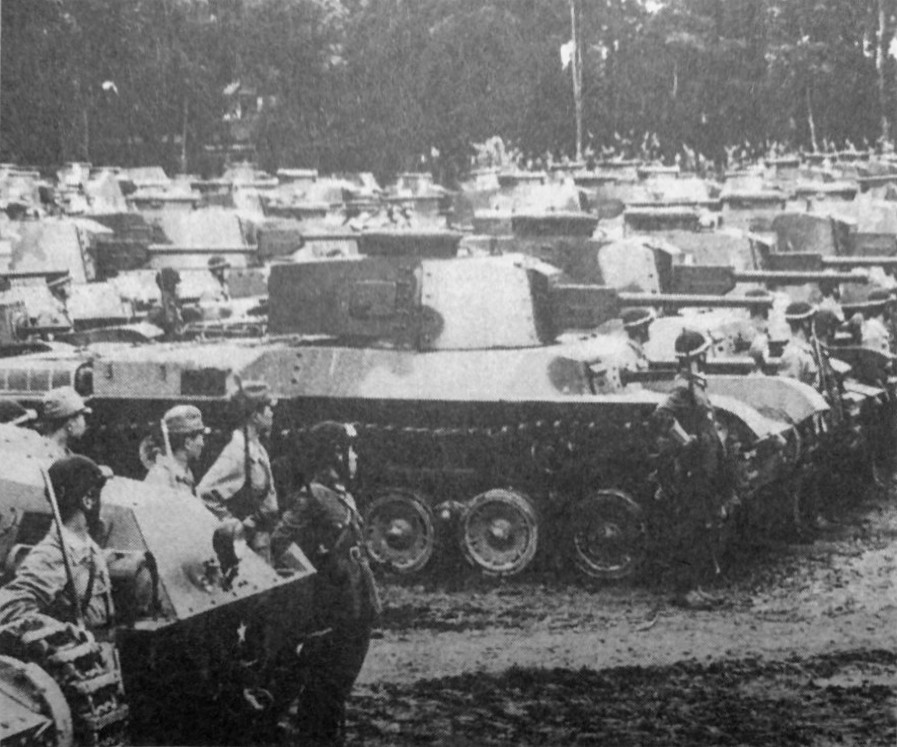
一式中戦車

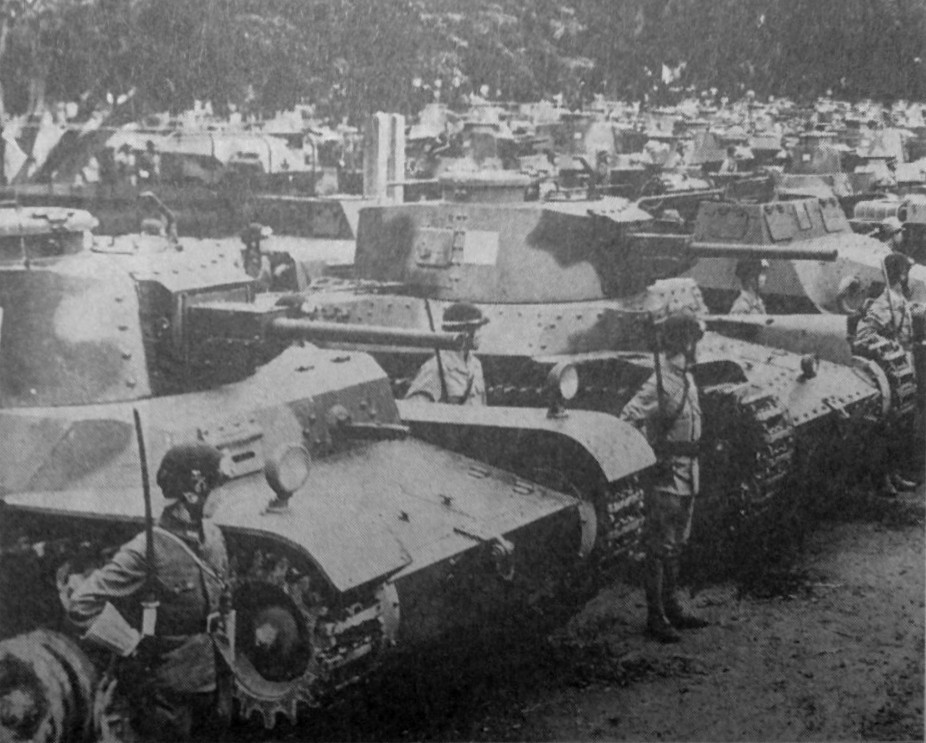
一式中戦車(手前)と九七式中戦車 新砲塔チハ(奥)。

本車は、1940年より開発が開始され複数の試作車が試作されたが、現存資料が少ないため詳細に不明点が多い。1941年8月に実物大のモックアップが完成して審査が行われた。『四研史』によれば、1941年の段階ではチヘ車の装甲厚は35mmであった。1942年8月に試作車が就工、1942年～1943年に改良が行われたとしている。
（なお、1942年（昭和17年）9月に作成された『国軍機甲車輌整備体系表』ではチへ車の重量は16~17tとし、この時点で一式の名称が与えられている。）
本車は九七式中戦車 新砲塔チハと外見が酷似しているが、改良点は以下の通りである。
1. 車体前面が九七式中戦車は大量のリベットで接合されているが、本車は溶接や平面ボルトによって接合している
2. 車体および砲塔正面の装甲厚が倍の50mmに強化された（砲塔には25mmの追加装甲板がリベット留め）
3. 車体を直線と平面で構成するようにした
4. 若干、車体の長さが長くなった
5. 前照灯は九七式中戦車は車体中央に1つなのに対して、本車は両側のフェンダーの上に2つ搭載している
6. エンジンをSA一二二〇〇VD(170hp)から統制型一〇〇式発動機V型12気筒(240hp)に換装
7. 乗員がそれまでの車体内2名+砲塔内2名の計4名から、車体内2名+砲塔内3名の計5名へと増加（九七式中戦車 新砲塔チハにおいては砲塔右側の車長が装填手を兼任していたが、本車では砲塔左側の砲手の後方に新たに装填手を配置。これにより乗員の負担が減り効率が良くなった）
8. 主砲として九七式中戦車 新砲塔チハの主砲である一式四十七粍戦車砲に電気式撃発装置の追加や左右の肩当て式照準機構の廃止等が加わった一式四十七粍戦車砲Ⅱ型が搭載された
9. 砲弾搭載量が約20発増加

これらの改良によって本車の防御力と機動力は九七式中戦車に比べ大きく向上し、溶接構造と装甲の強化により試験では口径15cmクラス重榴弾砲の至近弾を受けると九七式中戦車はバラバラになったが、本車は持ちこたえたと言われている。その一方、砲威力の点においては部隊配備が開始された時点で完全に時機を逸していた。
尚、本車の操向装置は最終的に九七式中戦車と同様のものが搭載され（これは昭和17年5月に竣工した二式砲戦車ホイの車体が流用された結果であるという説も存在する)、当初予定されていた油圧サーボ式の導入は後継車両である四式中戦車へと持ち越される事となった。

## 生産・配備
| 時期           | 生産数 |
| -------------- | ------ |
| 1944年2月      | 5      |
| 1944年3月      | 10     |
| 昭和18年度合計 | 15     |
| 1944年4月      | 20     |
| 1944年5月      | 10     |
| 1944年6月      | 55     |
| 1944年7月      | 0      |
| 1944年8月      | 45     |
| 1944年9～11月  | 0      |
| 1944年12月     | 10     |
| 1945年1月      | 10     |
| 1945年2月      | 5      |
| 昭和19年度合計 | 155    |
| 総生産数       | 170    |

生産総数は試作車を含め170輌に止まる。
一式中戦車の寸法および重量は、船舶による輸送が可能な範囲に収まるものであったが、他の新鋭戦車・砲戦車と同じく本土決戦のためにそのほとんどが内地に留められ、実際の戦闘には投入されなかった。
なお、「フィリピンの戦車第7連隊（戦車第2師団隷下戦車第3旅団に所属）に一式中戦車が36両配備されM4中戦車と対決したが、70mまで接近しなければ対応できず、数両に損害を与えることが出来たものの、遠方から75mm砲を撃ちまくられ結局連隊が全滅した」と言われることがある。これは第7連隊を基幹とする重見支隊の1945年1月26日～27日の戦闘を指すものだが、第7連隊に実際に配備されていたのは九七式中戦車（連隊主力は47mm砲搭載型。57mm砲搭載型も砲戦車中隊に配備されていた）と九五式軽戦車であり、従ってこの逸話は九七式中戦車 新砲塔チハのものである。

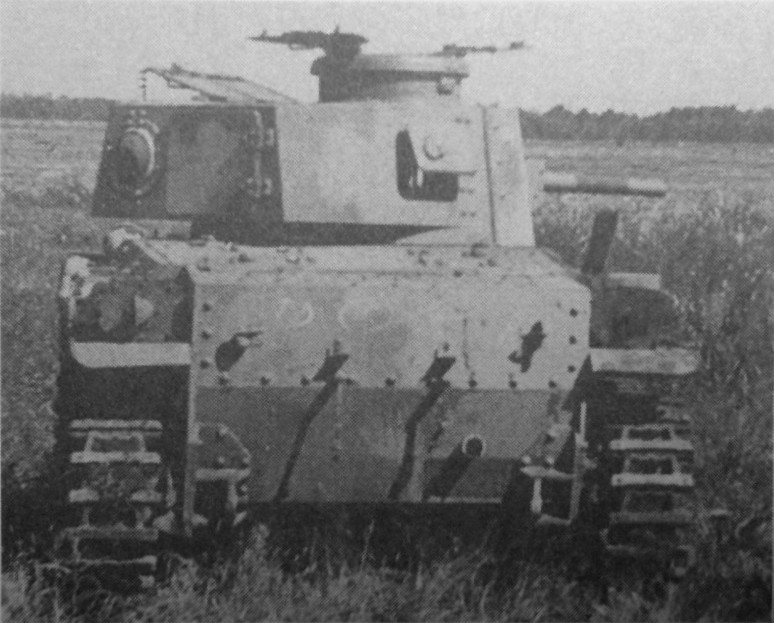
一式中戦車 後面

## 発展型
本車の発展型としてチヌ （三式中戦車）の開発が1944年5月から開始され、同年9月には試作車が竣工し10月から量産に移行されている。

## 派生型
本車の派生型として、二式砲戦車がある。これは、一式中戦車 チヘ（チヘ車）の車体をベースに、主砲に九九式七糎半戦車砲（口径75mm）を搭載する新設計砲塔に換装した車両であり、各戦車連隊の火力支援用に開発された。1943年7月ごろに完成したものの、方針転換により不採用となった。しかし、成形炸薬弾が実用化したことで対戦車戦闘に対する有用性が生まれたことで、1944年（昭和19年）に計画が復活、三菱重工東京機器製作所にて30輌のみ生産された。
そのほか、具体的な開発時期など、詳細は不明だが野砲級戦車砲を搭載した派生型も存在しており、この派生型に搭載された砲塔の旋回用の動力機構が、五式中戦車の初期設計案に流用する計画が存在した。実際には、この動力機構は五式中戦車に使用されることはなく、三式中戦車に取り入れられた。また、一式中戦車の車体を流用した弾薬運搬車や砲兵観測車の計画もあった。

## 現存車輌
砲塔・車体ともに完全な状態での車輌は現存しないが、アメリカのRopkey Armor Museumには、一式中戦車の砲塔に酷似した増加装甲付きの改造砲塔（言われているような一式中戦車の砲塔その物ではない）の新砲塔チハが展示されている
。
この改造砲塔車は、以前はワシントン海軍工廠に展示されていた車両である。砲塔外観は一式中戦車チヘ砲塔に酷似しているものの、チヘ砲塔とは細部が異なり、砲基部の周辺形状や防盾が左右に可動することなどから搭載戦車砲は新砲塔チハの物と同一である。
また戦後米軍が撮影した写真（グランドパワー1月号別冊『帝国陸海軍の戦闘用車輌 改定版』に掲載）には、集積された戦車の中に、チヘ砲塔に酷似した増加装甲を施した新砲塔チハ(車体はチハ前期型)が、斜め後方からの撮影のため不鮮明ながらも確認できる。
陸軍省 「昭和20年度　軍需品整備状況調査表」によれば昭和20年4月～6月の間に相模陸軍造兵廠においてチハ車32両に対して砲塔改修が実施されたとされているが、これらの車両に関する詳細な資料は未だに発見されておらず、詳細は不明のままとなっている。

## 登場作品
ゲーム
『War Thunder』
日本陸軍ツリーの中戦車として「一式中戦車」の名称で登場。プレミア車両に第五連隊仕様が登場。
『World of Tanks』
日本中戦車「Type 1 Chi-he」として開発可能。開発を進めていくと本車をベースとして開発された二式砲戦車や試製五十七粍戦車砲を搭載した試製砲戦車（甲）にすることが可能（名称は「Type 1 Chi-he」のまま）。
『パンツァーフロントbis』
日本軍の戦車として登場。